# Vitalij Ivanovič Čurkin
Vitalij Ivanovič Čurkin (rusky Виталий Иванович Чуркин; 21. února 1952 – 20. února 2017) byl sovětský a ruský diplomat, od roku 2006 až do své smrti stálý zástupce Ruské federace při Organizaci spojených národů.

## Život
Roku 1974 absolvoval Státní institut mezinárodních vztahů v Moskvě. V letech 1974 až 1979 pracoval na překladatelském oddělení Ministerstva zahraničních věcí Sovětského svazu, byl tlumočníkem při jednání o dohodě SALT II v Ženevě. Poté do roku 1982 zastával post třetího tajemníka oddělení pro Spojené státy americké sovětského ministerstva zahraničí. V období let 1982 až 1987 působil jako druhý a posléze první tajemník sovětského velvyslanectví v USA, poté do roku 1989 jako referent mezinárodního oddělení Ústředního výboru Komunistické strany Sovětského svazu. V letech 1989 až 1990 byl tiskovým mluvčím Ministerstva zahraničních věcí SSSR a poté do roku 1991 vedoucím informačního úřadu téhož ministerstva.
Roku 1991 se také stal členem Rady ministerstva. Vedoucím Informačního úřadu zůstal i po rozpadu Sovětského svazu v rámci Ministerstva zahraničních věcí Ruské federace, následně v období let 1992 až 1994 zastával funkci náměstka ministra zahraničních věcí Ruska. Roku 1994 byl jmenován velvyslancem v Belgii a současně stálým představitelem Ruské federace při NATO. V letech 1998 až 2003 byl ruským velvyslancem v Kanadě. Od roku 2003 byl velvyslancem pro speciální úkoly Ministerstva zahraničních věcí Ruské federace. Dne 8. dubna 2006 nahradil Andreje Ivanoviče Děnisova na postu stálého zástupce Ruské federace při OSN.
Za své služby obdržel Řád Za zásluhy o vlast 4. třídy a Řád cti.
Zemřel nečekaně na srdeční selhání dne 20. února 2017 v New Yorku, den před svými 65. narozeninami.